# Neu-Rum
Neu-Rum, auch Neurum, ist ein Ortsteil der Gemeinde Rum im Bezirk Innsbruck-Land in Tirol.

## Geographie
Neu-Rum liegt südlich von Rum-Markt zwischen Tiroler Straße B 171 und Inn. Im Westen schließt es nahtlos an die Innsbrucker Stadtteile Olympisches Dorf und Neu-Arzl an, wobei der Kugelfangweg die Grenze bildet. Es gliedert sich in die Zählsprengel Neurum-Nord, Neurum-Süd, Austraße-Serlesstraße, Serlesstraße-Siemensstraße und Steinbockallee-Kugelfangweg mit zusammen 5579 Einwohnern (Stand: 1. Jänner 2022).
Im Norden und Westen des Ortsteils befinden sich Wohnhäuser, im Südosten ein Gewerbegebiet, das von zahlreichen Einkaufsmärkten dominiert wird.

## Geschichte

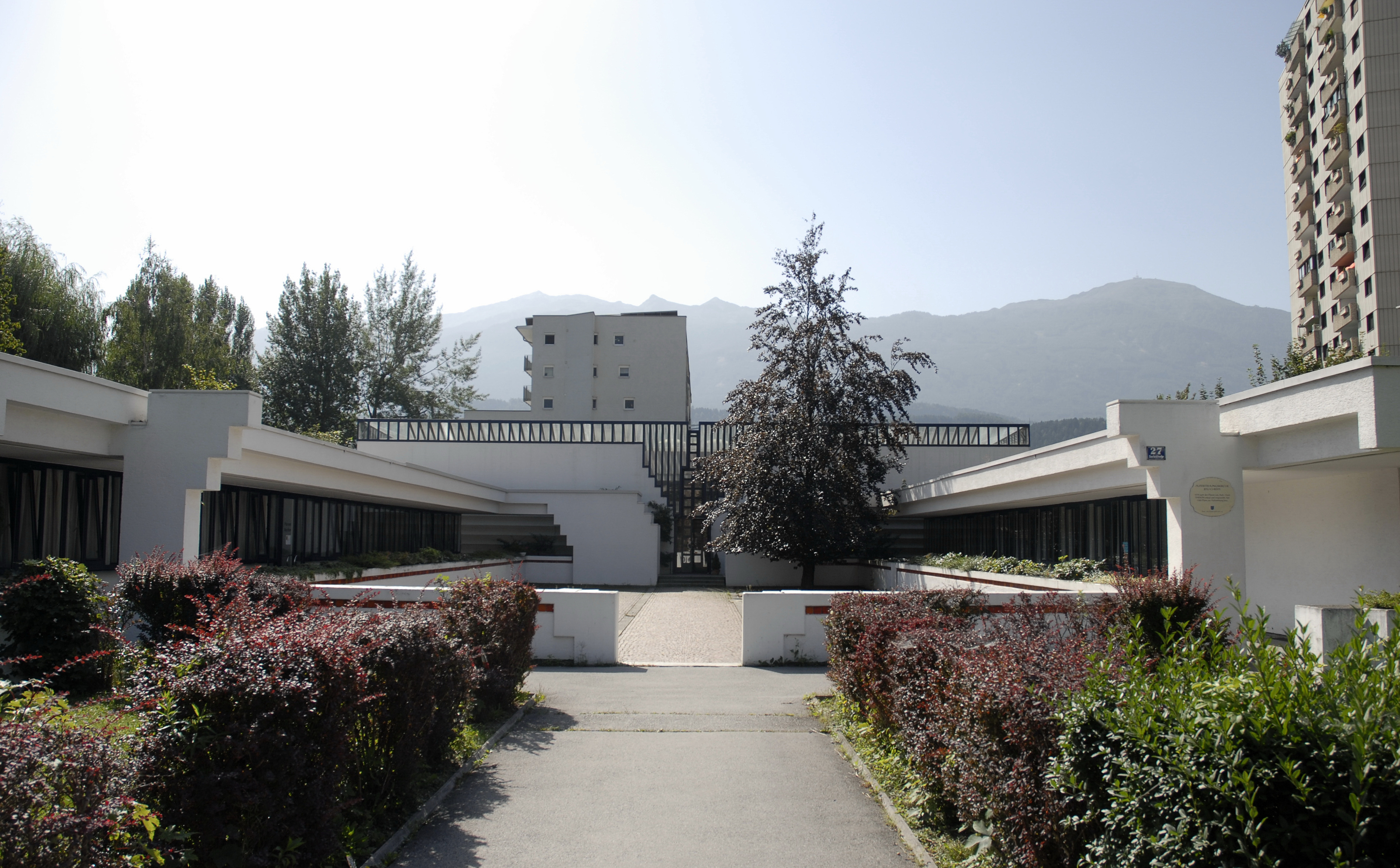
Pfarrzentrum Neu-Rum

Durch die Nähe zur Landeshauptstadt Innsbruck erfuhr Rum in der zweiten Hälfte des 20. Jahrhunderts einen starken Bevölkerungszuwachs. Nach dem Zweiten Weltkrieg entstand am Talboden südlich der Bundesstraße ein neues Wohn- und Gewerbegebiet.
1952 wurde auf Initiative von Albert Andergassen mit dem Bau der ersten Doppel- und Reihenhäuser der Bau- und Siedlungsgenossenschaft Frieden begonnen. Südlich der kleinteiligen Siedlung entstanden später Wohnblocks und Hochhäuser.
1968 erhielt Neu-Rum eine eigene Volksschule, die 1981/82 erweitert wurde.
1977/78 wurde die katholische Auferstehungskirche nach Plänen von Horst Parson erbaut, 1988 wurde Neu-Rum eine selbstständige Pfarre.

## Verkehr

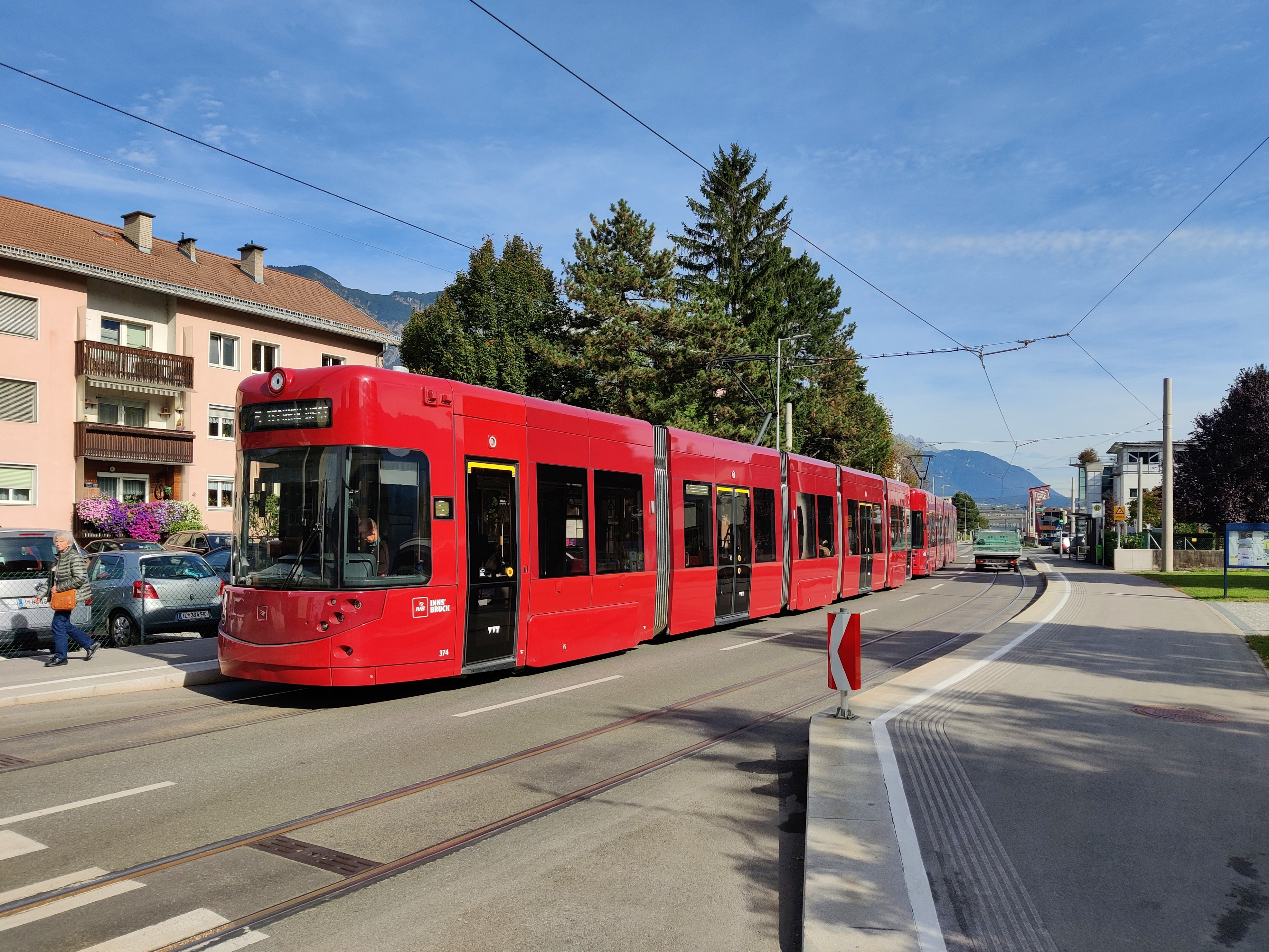
Straßenbahn in der Serlesstraße

Die Linie 5 der Innsbrucker Straßenbahn fährt seit dem 4. März 2023 durch Neu-Rum bis zum Bahnhof Rum und verkehrt im 10-Minuten-Takt. Der Ort ist außerdem mit den Regionalbuslinien 504, 4123, 4125 und 4169 an Innsbruck und Hall, mit den Stadtbuslinien F und T an große Teile Innsbrucks und mit der Rumer Linie (8357) an das Ortszentrum angebunden. Am Nordrand befindet sich die Haltestelle Rum an der Bahnstrecke Kufstein–Innsbruck, die von der S-Bahn Tirol und REX-Zügen bedient wird.